# Džizja
Džizja (arabsky جزية‎) byla daň z hlavy dříve vybíraná od jinověrců (především křesťanů a židů) na území pod vládou muslimů. Tímto diskriminačním opatřením však na druhou stranu získávali nárok na ochranu státu (dhimmi) a byli zproštěni vojenské služby. Jedná se o praxi minulosti, dnes se jí snaží oživit některé extremistické skupiny.

## Historie
Džizja má oporu v Koránu (9:29 - „Bojujte proti těm, kdož nevěří v Boha a v den poslední a nezakazují to, co zakázal Bůh a Jeho posel, a kteří neuctívají náboženství pravdy, z těch, kterým se dostalo Písma dokud nedají poplatek přímo vlastní rukou, jsouce poníženi.“). Neměla být naopak vybírána od žen, dětí, starých lidí, nemocných, chudých a mnichů. Praxe však byla mnohdy odlišná. Historička Bat Ye'or popisuje vybírání džizji v Egyptě v 8. století:
„Nemilosrdně mlátili čestné muže i ctihodné starce. Toto zlo postihlo celou abbásovskou říši. Koptové v Dolním Egyptě, kteří byli daněmi ničeni a ruinováni a podrobováni mučení, se vzbouřili (832). Arabský místodržitel nařídil, aby jejich vesnice, vinice, zahrady, kostely a celý kraj byly vypálny; ti kteří masakru unikli, byli odvlečeni do vyhnanství“

Paul Fregosi popisuje muslimský přístup: „Křesťanství, ať už bylo jako náboženský celek uvnitř Osmanské říše chráněno, nebo mimo jeho hranice napadáno, bylo v první řadě a především dojnou krávou. Co se týče slušnosti, musela být džizja placena veřejně během bizarního a ponižujícího obřadu, při němž muslimský výběrčí daní udeřil dhimmí do hlavy nebo zadní části krku. Tento násilný rituál symbolizoval podrobenost dhimmí. Vykladač Koránu z 12. století Zamachšárí nařizoval, že by džizja měla být vybírána se „znevážením a ponížením“.
Podle Bat Ye'or toto provádění úderů „přežilo beze změn až do úsvitu 19. století, bylo rituálně prováděno v arabsko-muslimských zemích jako Jemen nebo Maroko, kde i nadále vymáhali od židů daň podle Koránu.“
Dále říká, že byla „daň z hlavy vymáhána mučením, výběrčí daní pro sebe požadovali dárky; vdovy a sirotci byli olupování“.
„Ženy, nemajetní, nemocní a nemohoucí staří lidé byli teoreticky od daně z hlavy osvobozeni; nicméně arménské, syrské a židovské prameny poskytují četné důkazy o tom, že džizja byla vyžadovaná od dětí, vdov, sirotků a dokonce i od mrtvých. Významný počet dokumentů, které se po staletí dochovaly, svědčí o vytrvalosti a urputnosti těchto opatření. V Aleppu v roce 1683 francouzský konzul Chavalier Laurent d'Arvieux zaznamenal, že džizju platily i desetileté křesťanské děti. Rozpor a rozdíl mezi ideálem teorie a skutečnosti faktů.“

S džizjou často souviselo i otroctví. Evropský cestovatel 17. století Jean-Bapiste Tavernier zjistil:
Arméni, kteří byli příliš chudí na to, aby mohli platit daň z hlavy, byli odsouzeni k otroctví spolu se svými ženami a dětmi. Na Kypru, kam Tavernier připlul v roce 1651, se dozvěděl, že za „poslední 3 nebo 4 měsíce se více než sto křesťanů stalo mohamedány, protože nebyli schopni platit charádž, což je poplatek, který feudální pán vybírá ve svých státech od křesťanů”. V Baghdádu v roce 1652 vznikly křesťanům takové náklady, „že když museli zaplatit své dluhy nebo charádž, byli nuceni prodat své děti Turkům do otroctví, aby měli dost peněz“. Historické prameny o společenských skupinách, úřední dokumenty a osobní záznamy, které se náhodně zachovaly, poskytují dostatené důkazy o tom, že potomci dhimmí byli považováni za zásobárnu otroků pro hospodářské a politické účely. 